# Pentti Pesonen
Pentti Pesonen (7. dubna 1938 Kangaslampi – 22. února 2024) byl finský běžec na lyžích. V roce 1962 získal stříbrnou medaili na mistrovství světa v klasickém lyžování v Zakopaném. V osobním životě pracoval jako lesní technik.

## Další úspěchy
V roce 1960 se účastnil III. ročníku mezinárodních lyžařských závodů v Harrachově, kde získal zlato v běhu na 30 km. V roce 1965 vyhrál finské mistrovství v běhu na 50 km.